# Flindersia amboinensis
Flindersia amboinensis là một loài thực vật thuộc họ Rutaceae. Loài này có ở Indonesia và Papua New Guinea. Chúng hiện đang bị đe dọa vì mất môi trường sống.